# Michael Kiske
Michael Kiske (Hamburg, 1968. január 24. –) német heavy metal énekes, a Helloween power metal együttes frontembere 1986 és 1993 között, valamint 2017 óta. Ezen felül négy szóló nagylemezt adott ki, valamint több más együttesben is közreműködik: a Unisonic hard rock supergroup-pal két albuma jelent meg, továbbá énekelt olyan projektekben, mint az Avantasia, a Place Vendome és a Kiske/Somerville, és Timo Tolkki több munkájában is közreműködött.

## Diszkográfia

### Szóló albumok
- Instant Clarity (1996)
  - Always (EP) (1996)
  - The Calling (EP Japan-only) (1996)
- Readiness to Sacrifice (1999)
- Kiske (2006)
- Past in Different Ways (2008)